# Cultuurlag
Cultuurlag of cultural lag (culturele achterstand) is de overgangsperiode waarin de immateriële cultuur (onder meer normen en wetten) in een cultureel systeem achterloopt op de materiële cultuur (onder andere technologie) waardoor de eerste, ook wel de adaptive culture genoemd, tot aanpassing of synchronisatie gedwongen wordt, een vertraagde vorm van technologisch determinisme. In deze periode kan dan ook sprake zijn van sociale onaangepastheid met sociale spanningen tot gevolg, die volgens de anomietheorie van Merton kan resulteren in conformisme, innovatie, ritualisme, terugtrekking en maatschappelijke opstand.
Dit begrip is benoemd door Ogburn in Social Change uit 1922. Hij zag na de Eerste Wereldoorlog dat de Verenigde Staten weliswaar een industriële voorsprong hadden verkregen op Europa, maar dat dit nog niet het geval was op intellectueel niveau. Waar sociale instituties de aanpassing niet maken, spreekt Riley van een structural lag, zoals het geval is bij de gestegen levensverwachting waar de pensioenleeftijd veelal niet was aangepast en de vraag opkwam welke sociale rol was weggelegd voor langdurig gepensioneerden.
Andere voorbeelden van een cultuurlag zijn de ethische problemen die ontstaan door de nieuwe mogelijkheden op het gebied van genetica, maar ook de veranderingen die optreden door het ontstaan van een virtuele werkelijkheid.